# Герб Березанського району
Герб Береза́нського райо́ну — офіційний символ Березанського району Миколаївської області, затверджений 27 травня 2004 року рішенням Березанської районної ради.
Автор — А. Ґречило.

## Опис
Гербовий щит заокруглений. На синьому полі із золотою хвилястою базою золотий давньогрецький човен; у золотій главі щита — синє гроно винограду із зеленими листками. 
Щит обрамлено декоративним золотим картушем, увінчаним стилізованою золотою короною з трьох колосків і двох квіток соняшника.